# Glienicke/Nordbahn
Glienicke/Nordbahn là một đô thị thuộc huyện Oberhavel, bang Brandenburg, Đức. 
Thị trấn có diện tích 4,6  km², dân số cuối năm 2011 là 11.085 người.